# Erinnerungen an das gelbe Haus
Erinnerungen an das gelbe Haus (orig.: Recordações da Casa Amarela) ist ein Portugiesischer Film des Regisseurs João César Monteiro aus dem Jahr 1989.

## Handlung
Der von gesundheitlichen Unpässlichkeiten geplagte und in bescheidenen Verhältnissen lebende, langsam älter werdende João de Deus lebt in einer kleinen Pension zur Untermiete. Seine Leidenschaften sind Musik der Wiener Klassik, Benfica Lissabon, und die Tochter der Wirtin, deren Schamhaare er nach ihren Bädern sammelt. Einsam, mittellos und opportunistisch, nutzt er den Tod einer sich ihm anvertrauenden Prostituierten aus und bemächtigt sich ihrer Ersparnisse. Er wird übermütig, und er vergewaltigt die angebetete Tochter der Wirtin, als sie sich ihm verweigert. Er findet sich daraufhin obdachlos wieder. Nach weiteren verwirrenden Auftritten wird er in eine Einrichtung für geistig Kranke eingeliefert. Er trifft dort einen alten Freund, der ihm zur Flucht verhilft.

## Rezeption
In seinem Film zeigt João César Monteiro ein Lissabon mit charmanten Gassen, liebenswerten Menschen und verfallenden Häusern, aber auch eine scheinheilige Gesellschaft und mühsam ihre Würde erhaltende Menschen am Rande. Sein provozierender Humor und seine Tabus berührende Satire sind wesentlicher Teil des Films, zusammen mit den einfallsreichen Kameraeinstellungen und der ruhigen, beobachtenden Atmosphäre. Mit diesem Film führte er die von ihm selbst gespielte Figur des João de Deus ein, die auch in seinen nächsten Filmen wieder als grotesker Zerrspiegel der unterschiedlichen menschlichen Eigenschaften auftauchen sollte.
Der Film erregte die Aufmerksamkeit der Cineasten und fand das Lob der Kritik (u. a. Silberner Löwe bei der Biennale Venedig 1989). Er wurde Monteiros bekanntestes Werk.